# Gène Champagne

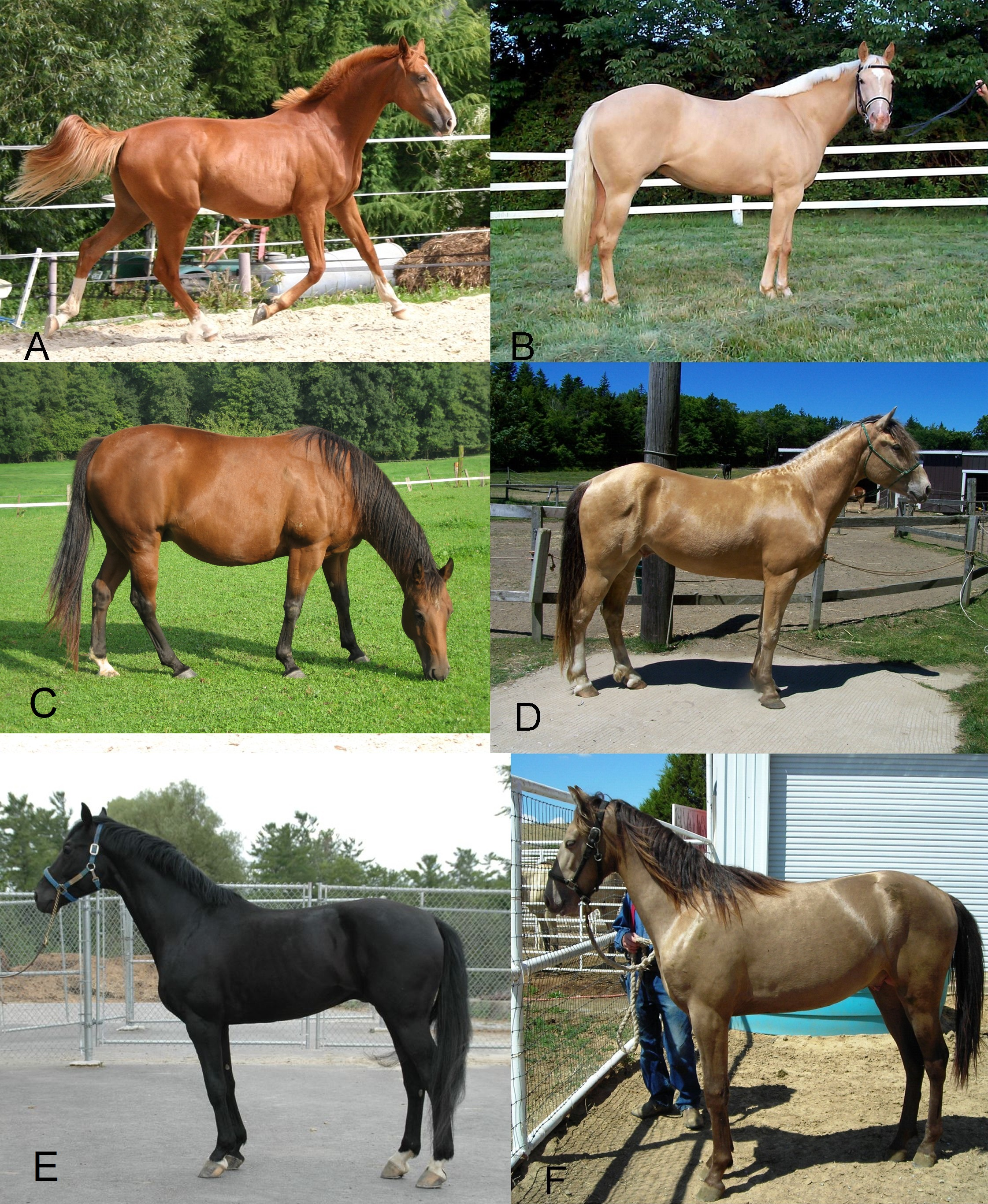

Le gène champagne est un allèle dominant simple, responsable d'un certain nombre de couleurs rares de la robe du cheval. Les traits les plus distinctifs de chevaux porteurs du gène champagne sont les yeux noisette et la peau rose marbrée, qui sont de couleur bleue et rose à la naissance, respectivement. La couleur du pelage est également touchée : les poils qui auraient été dans les tons marron sont couleur or, et les poils qui auraient été noirs sont brun chocolat. Si un cheval hérite du gène champagne par ses parents, une robe qui, autrement, serait alezane, est à la place champagne or, une robe baie devient champagne ambre, une robe bai-brun devient champagne sable, et une robe noire devient champagne classique. Un cheval doit avoir au moins un parent de robe champagne afin d'hériter du gène correspondant, pour lequel il existe maintenant un test ADN.
Le gène champagne n'affecte pas la localisation des cellules productrices de pigments dans la peau. Pas plus que le gène champagne ne retire tous les pigments de la peau et des cheveux, comme dans l'albinisme.
Ce gène et les couleurs de chaque robe associée n'ont longtemps été connus que chez les races américaines, en particulier l'American Cream Draft, le Tennessee Walker et l'American Saddlebred. En 2013, il a  été découvert chez les races chinoises Debao et Yushu.